# Kil'ayim

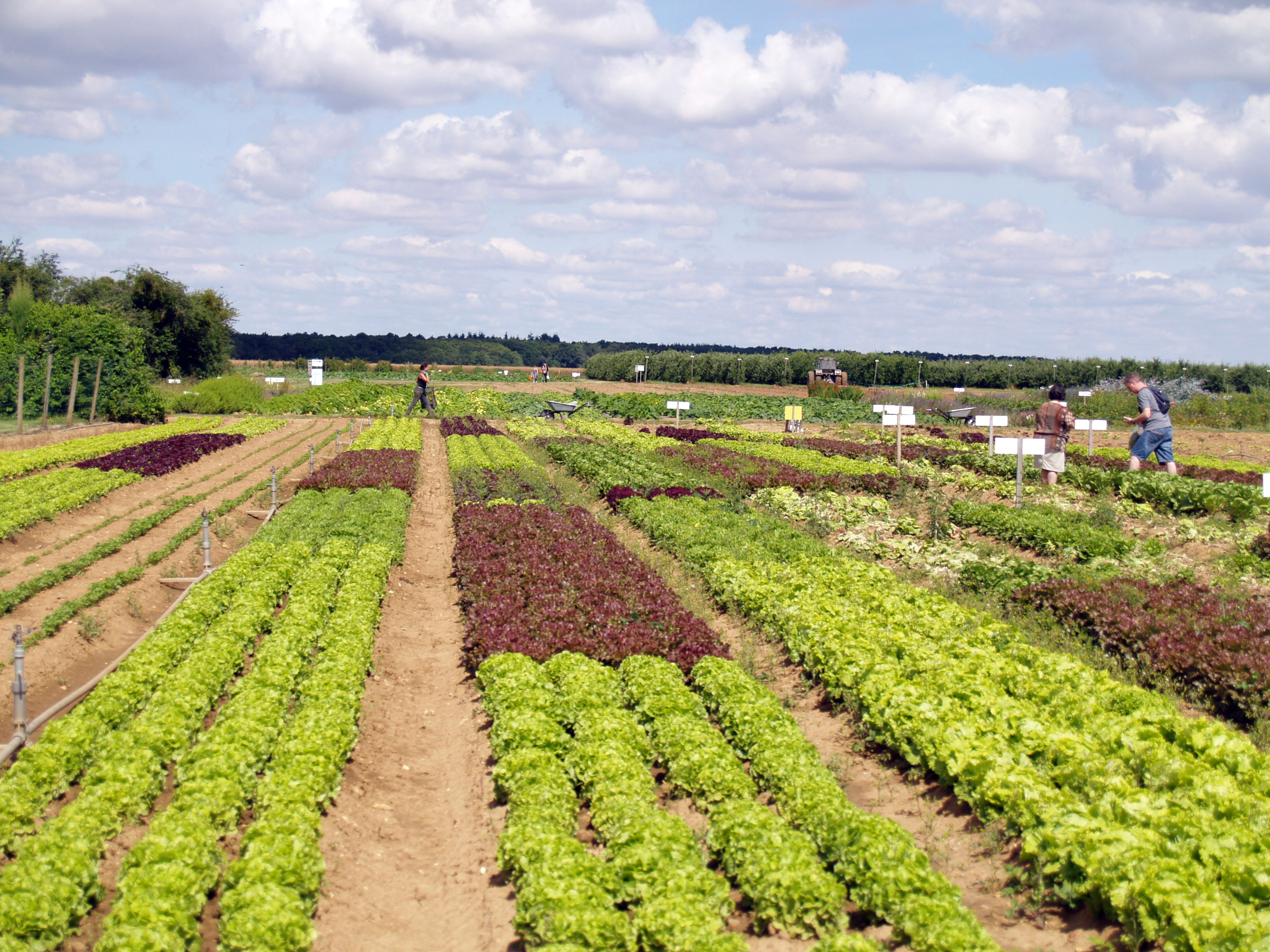
Campo con distintas parcelas para diferentes especies.

Kil'ayim (en hebreo: כלאים, mezcla o confusión) es el cuarto tratado del Seder Zeraim la ("Orden de las Simientes") de la Mishná y del Talmud. Aborda leyes de varias producciones prohibidas y el uso de mezclas, tal como está escrito en los versículos: Levítico 19:19 e Deuteronónio 22:9-11. Especialmente, el tratado discute la siembra de mezclas de semillas, la práctica de injertos en los árboles, mezclas de viñas, cruzas de animales, trabajar con equipos de diferentes tipos de animales, y el shaatnez (ropa que contiene mezcla de lino con lana). Existe una Guemará apenas en el Talmud de Jerusalén. 
- Datos: Q1869762